# Sagy (Saona i Loira)
Sagy és un municipi francès situat al departament de Saona i Loira i a la regió de Borgonya - Franc Comtat. L'any 2009 tenia 1.212 habitants.

## Història
| Data d'elecció                           | Identitat  | Partit        | Qualitat |
| ---------------------------------------- | ---------- | ------------- | -------- |
| 2001-                                    | Paul Colas | Divers droite |          |
| les dades anteriors no són pas conegudes |            |               |          |
|                                          |            |               |          |

## Demografia
| A partir de 1990: Població sense dobles comptes |